# Planet Telex
"Planet Telex" är en låt av det brittiska bandet Radiohead, utgiven 1995 på albumet The Bends. Den släpptes som dubbel A-sida tillsammans med låten "High and Dry" i februari 1995.

## Låtlista

### CD1
1. "High and Dry" - 4:17
2. "Planet Telex" - 4:18
3. "Maquiladora" - 3:27
4. "Planet Telex (Hexidecimal Mix)" - 6:44

### CD2
1. "Planet Telex" - 4:18
2. "High and Dry" - 4:17
3. "Killer Cars" - 3:02
4. "Planet Telex (L.F.O. JD Mix)" - 4:40

## Medverkande
- Thom Yorke - sång, elgitarr, piano, Rhodes-piano
- Colin Greenwood - elbas
- Jonny Greenwood - elgitarr, orgel, recorder, synthesizer
- Ed O'Brien - elgitarr
- Philip Selway - trummor